# قصر بلاينهايم
قصر بلاينهايم (بالإنجليزية: Blenheim Palace)‏ وينطق (/ˈblɛnɪm/) هو منزل ريفي ضخم يقع في وودستوك، أوكسفوردشاير، إنجلترا قرب قرية بلادون. وهو مقر إقامة دوقات مارلبورو. تم بناء القصر، كواحد من أكبر البيوت في إنجلترا، بين 1705 وحوالي عام 1724. و قد تم إدراجه على لائحة مواقع التراث العالمي لليونسكو في عام 1987. كان القصد الأول من بنائه ليكون هدية لجون تشرشل، دوق مارلبورو، من شعبه الممتن لانتصاره عسكري ضد الفرنسيين والبافاريين في معركة بلينهايم عام 1704. ويجسّد هذا القصر انتقائية ايحائه وعودته إلى المنابع الوطنية النموذج الأفضل لمسكن أميري من القرن الثامن عشر. قام بتصميمه مهندس الحدائق كايبابيليتي براون.
ولد في هذا القصر ونستون تشرشل.

## جاليري

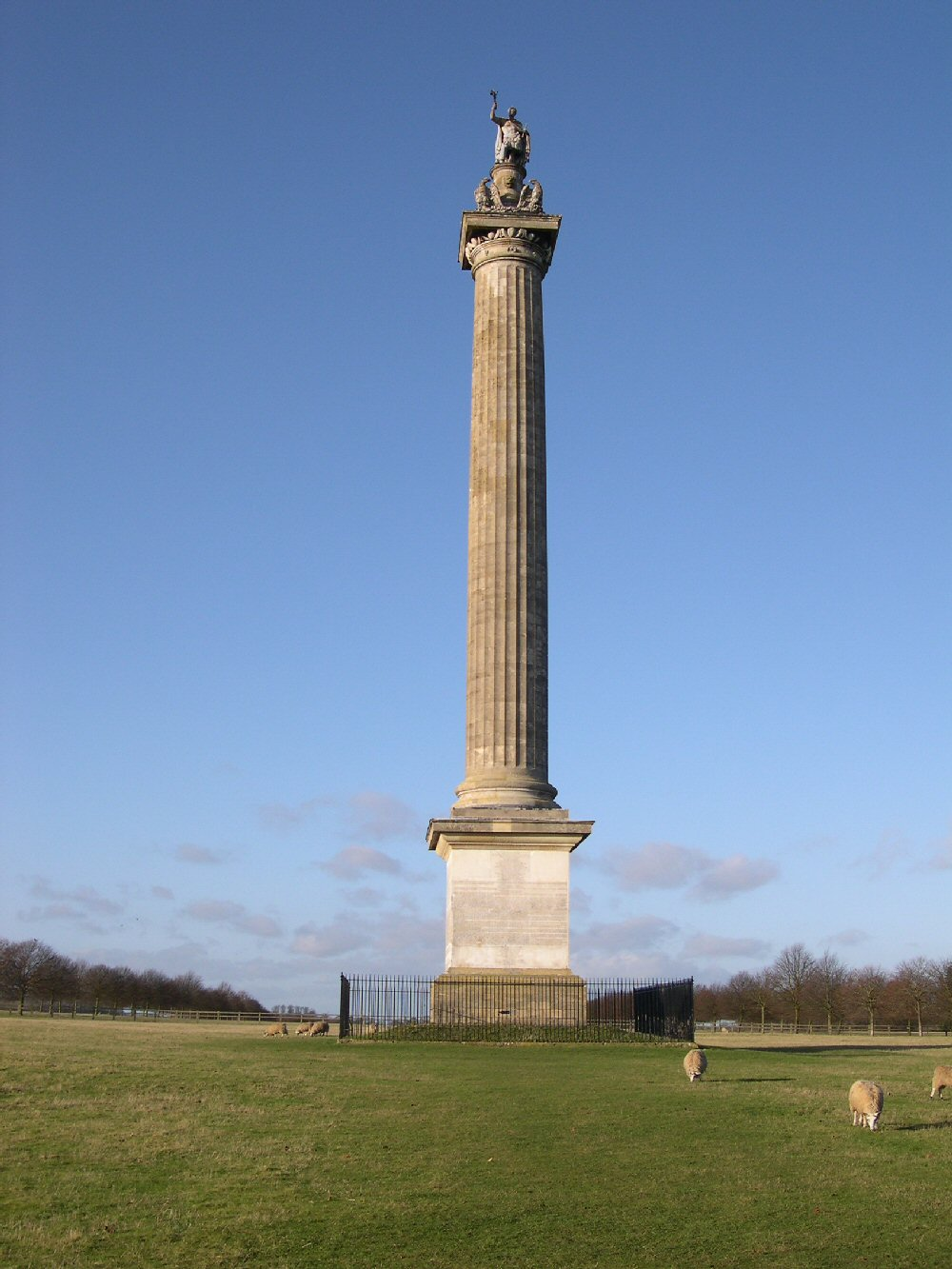
عمود النصر في أرض القصر
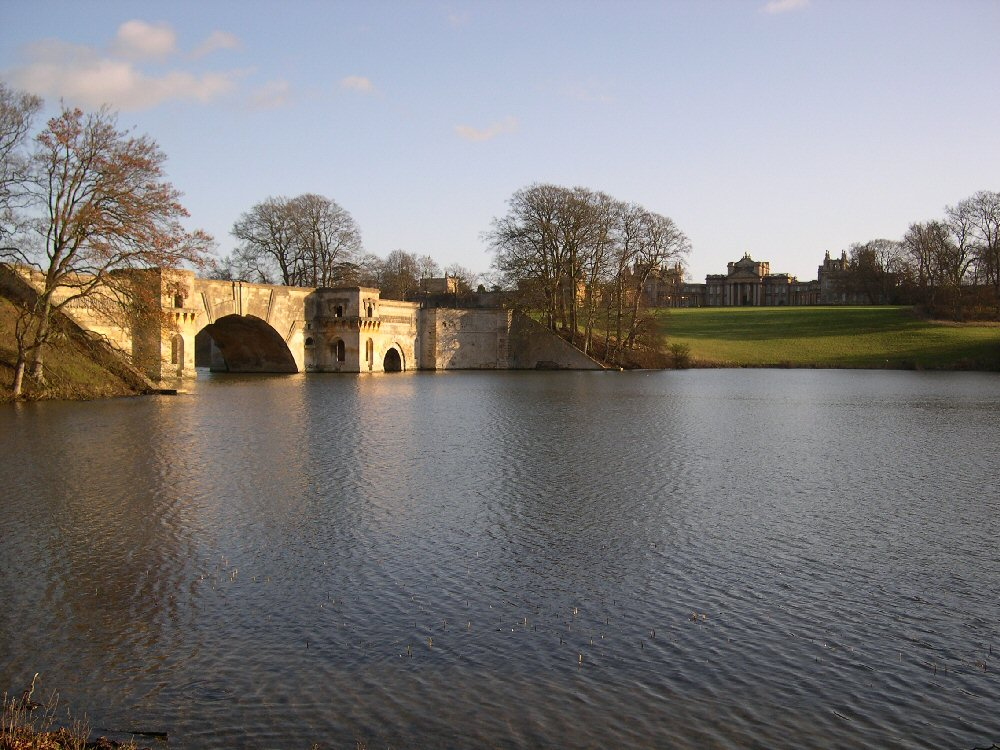
الجسر الكبير بحديقة بلاينهايم
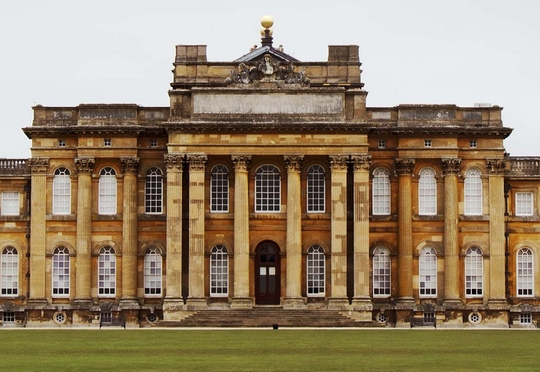
القوصرة فوق الرواق الجنوبي
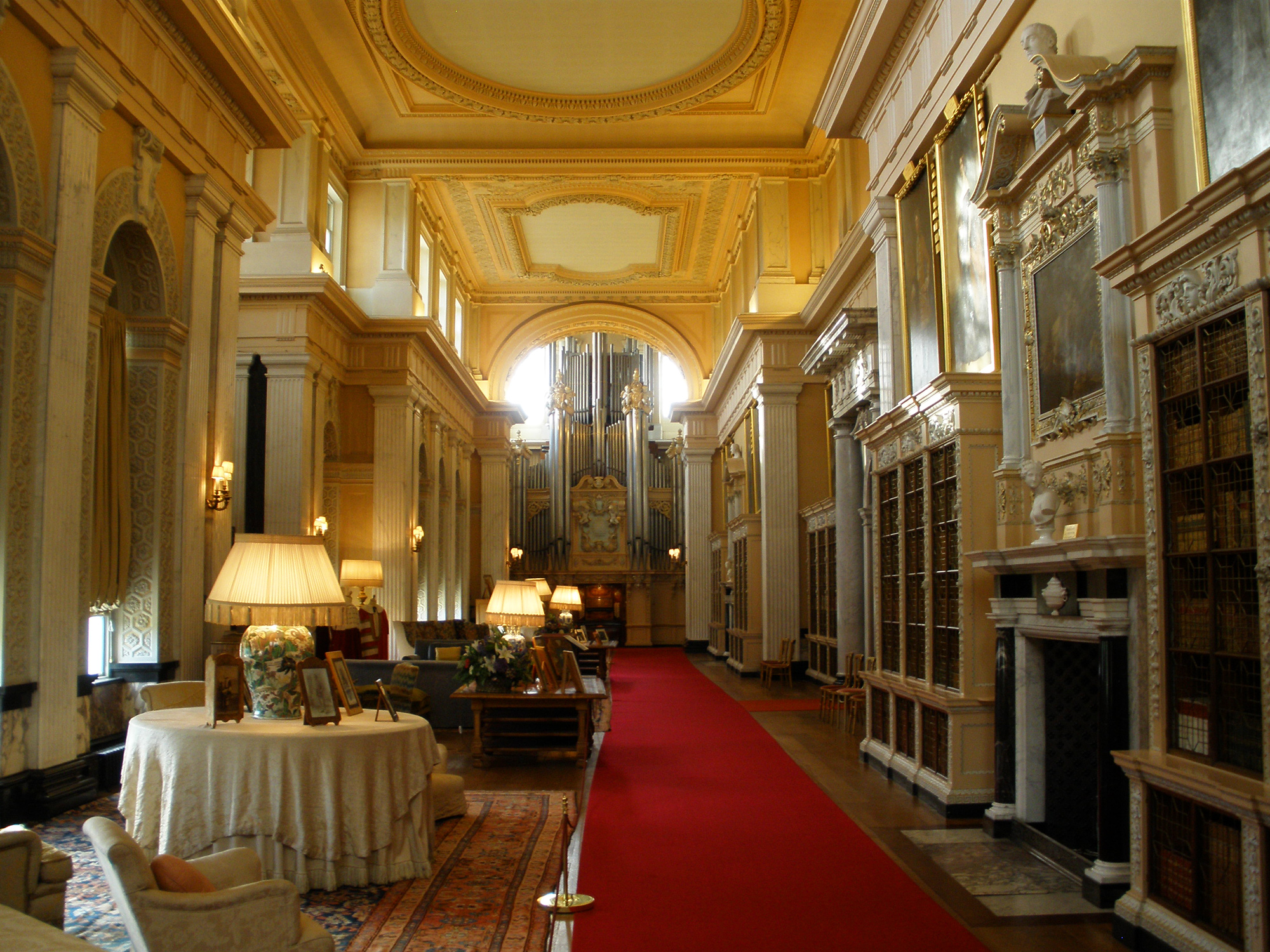
مكتبة القصر

## أعلام
- جورج سبنسر
- ونستون تشرشل
- جون تشرشل

## وصلات خارجية
- الموقع الرسمي
- معلومات عن قصر بلاينهايم
- صور تاريخية لقصر بلاينهايم
- مقالة عن قصر بلاينهايم
- قصر بلاينهايم